# Kúpos fóka
A kúpos fóka (Halichoerus grypus) az emlősök (Mammalia) osztályának ragadozók (Carnivora) rendjébe, ezen belül a fókafélék (Phocidae) családjába tartozó faj.
Nemének az egyetlen faja.

## Előfordulása
A kúpos fóka Dél-Grönland, Kanada keleti partján, Izland, a Brit-szigetek, a Balti-tenger és Észak-Európa partjain él. 1982-ben 45 000 felnőtt állatra becsülték a teljes európai állományt. Három, egymástól elkülönülő populációja van: az Atlanti-óceán északnyugati térségében, a Balti-tengerben és Észak- és Nyugat-Európa atlanti partjain. Néha Északnyugat-Portugáliáig is eljutnak.

## Alfajai
- Halichoerus grypus grypus Fabricius, 1791 - szinonimái: H. g. macrorhynchus és H. g. balticus
- Halichoerus grypus atlantica Nehring, 1886[1]

## Megjelenése
A hím hossza 3,5 méter, a nőstény 2,5 méter. A bika testtömege 315 kilogramm, a tehéné 200 kilogramm. A kúpos fókára jellemző a megnyúlt arcorr, így feje tipikusan kúp alakú. Ez különösen a hím esetében más fókáéval össze nem téveszthető fejprofilt kölcsönöz az állatnak. A felnőtt hímek bundájának színe sötét alapon szabálytalan világos foltozottságot mutat. Esetenként a fülkagylók körül kifejezett dudorodás látható, és a faj tetején egy világosabb mező alakul ki. A nőstény szőrzetét világos alapon többnyire kisebb sötét foltok tarkítják, ezért a hímnél jóval világosabbnak látszik. Az újszülöttek fehéres-bézs színűek. A szem elég nagy a jó látáshoz, mégsem létfontosságú. Az orr a zsákmány kiszimatolására szolgál. A bajuszserték a legkisebb rezdülést is érzékelik.

## Életmódja
Az állat magányos vadász, a szárazföldön közösségi lény. A kúpos fóka körülbelül 40 évig élhet.
Tápláléka halak és gerinctelenek. A fókák táplálkozásukkal alkalmazkodnak a mindenkori kínálathoz. Nagy, nem túlzottan domború szaruhártyával ellátott szemükkel még a zavaros vízben is jól látnak. Vadászatkor azonban hallásuk és szaglásuk összehasonlíthatatlanul fontosabb, így még a vak fókák is könnyűszerrel juthatnak zsákmányhoz. A valódi fókaféléknek nincs külső fülkagylójuk, de olyan rendkívül érzékeny belső hallószervvel rendelkeznek, amely segítségükre van a halak üldözésében. Lemerüléskor ez a szerv bezárul, hogy a víz ne tudjon behatolni rajta. Ezek az állatok vadászatnál valószínűleg hasonló visszhanglokációs rendszert használnak, mint a delfinek. Pofájuk és bajuszszőreik meglehetősen érzékenyek: az üldöző fóka érzékeli az előle menekülő zsákmányállatok által kiváltott vízrezdüléseket. Amint a kúpos fóka felfedez egy halat, üldözőbe veszi, és mivel fürge, el is kapja. A szárazföldön egészen jól mozognak, és a meredek sziklák leküzdése sem kerül nagy fáradságukba.
A fóka vérének hemoglobin - tartalma magas, az állat akár húsz percig is képes a víz alatt tartózkodni. Vadászterülete több mint 100 méter mélységre terjed.
A kúpos fóka meglehetősen harapós kedvű állat. Ha a fókavadászok sarokba szorítják, főleg a hím nagy hevességgel rájuk támad, és veszélyes ellenféllé válik, mivel fogazata igen erős.

## Szaporodása
A bika 6-10, a nőstény 5-6 évesen éri el az ivarérettséget. A párzási időszak földrajzi helytől függően szeptember és március között van. Párosodás idején a hímek igyekeznek háremet gyűjteni maguk köré. Nőstényeiket féltékenyen őrzik, és ezért a vetélytársakkal heves küzdelmekre kerül sor. A vemhesség egy évig tart, ennek végén 1 utód jön a világra. Az elválasztás 14-17 nap után következik be. A fiatalok a sziklás tengerpartokon születnek, és csak felnőtt szőrzetük kifejlődése után, mintegy 4-5 hetes korukban mehetnek a vízbe. Születésükkor 75 centiméter hosszúak és 15-20 kilogrammot nyomnak.

## Érdekességek
- A kúpos fóka latin neve a görögből származik és azt jelenti "kis tengeri disznó".
- A kelta legendák gyermekeiket sirató, vagy férfiak megrontására törekvő, hangosan siránkozó fókafarkú sellőkről mesélnek.
- A tudósok az elpusztult fókák korát szemfogaik gyűrűjéből tudják meghatározni - ahogyan egy fa életkora is meghatározható évgyűrűinek számából.
- A kúpos fókák látszólag gyakran "sírnak" mivel nincs a szemükben keletkező nedvesség szabályozását szolgáló könnymirigy.
- Fogságban sikeresen kereszteződik a gyűrűsfókával (Pusa hispida).

## Természetvédelmi helyzete
A régóta folyó intenzív üldöztetés miatt a kúpos fókák állománya az ötvenes évekre már olyan mélypontra jutott, hogy a vadászatot szigorúan korlátozni kellett. A fiatalok fehér bundája szinte világít a sötét sziklákon, könnyű prédaként szolgáltatva ki az állatot. Gyanítható, hogy a kúpos fóka eredetileg csak az úszó jégen ellett, ahogy a Balti-tengerben még ma is ez a helyzet. Lehet, hogy a jégkorszak után a jobban alkalmazkodó fókafajok szorították délebbre.

## Képek és videó

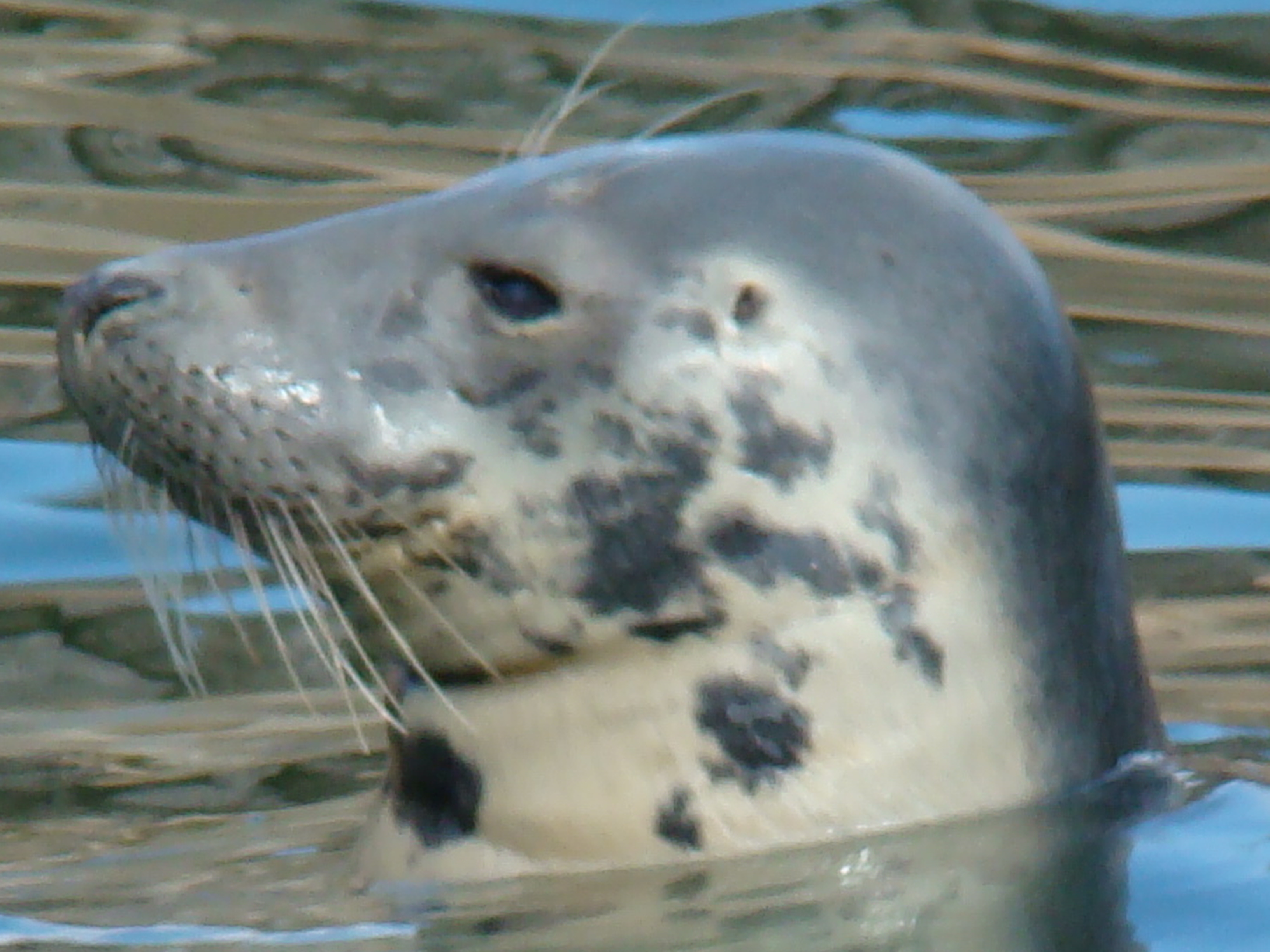
Jól látható kúp alakú arcorra
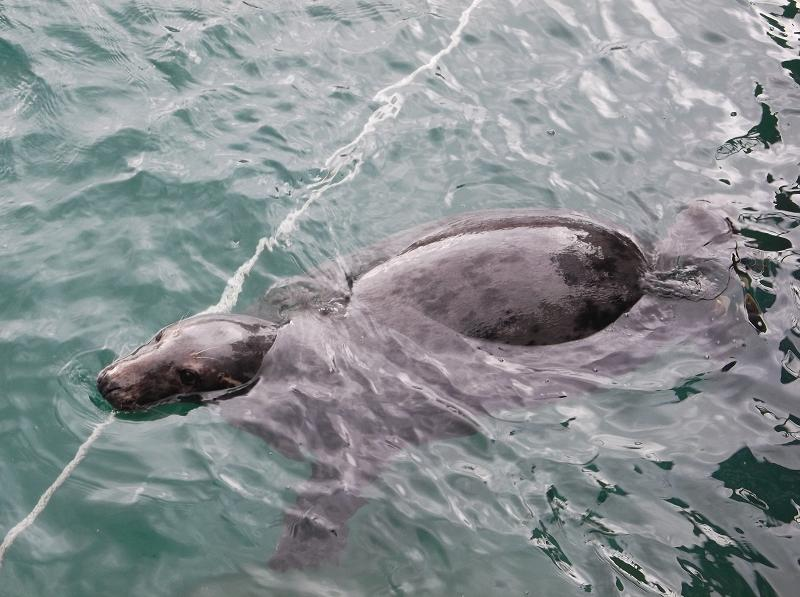
A vízben
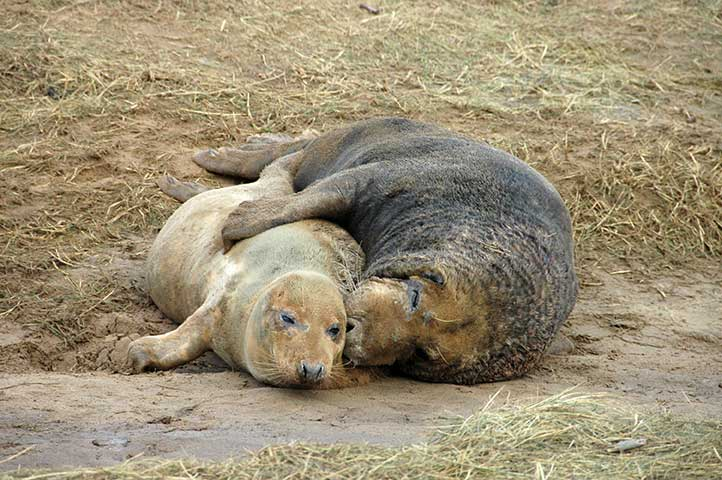
Párosodó kúpos fókák, az Egyesült Királyság partjain
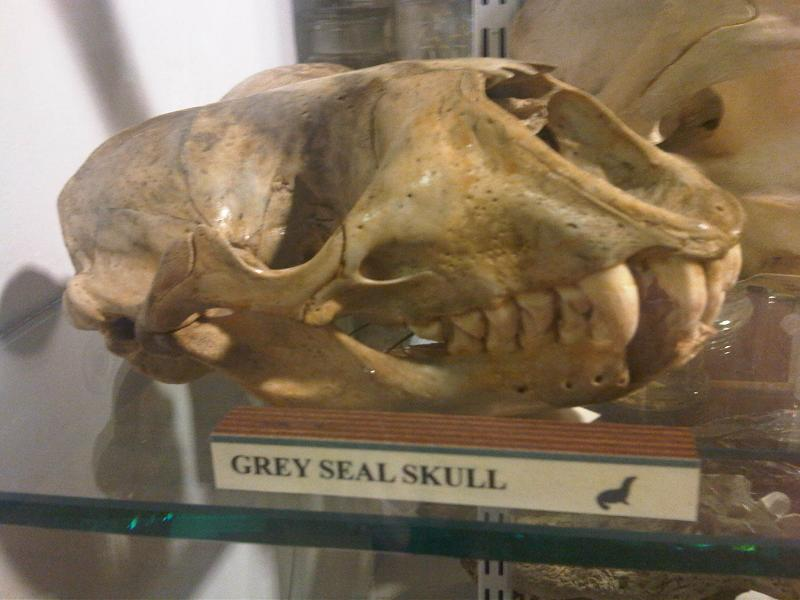
Kúpos fóka koponya a londoni Grant Museum of Zoology-ban
- Videó partonlevő egyedekről